# Новое Гряково
Новое Гряково (укр. Нове Грякове) — село,
Гряковский сельский совет,
Чутовский район,
Полтавская область,
Украина.
Код КОАТУУ — 5325481203. Население по переписи 2001 года составляло 195 человек.

## Географическое положение
Село Новое Гряково находится на берегу реки Орчик,
выше по течению на расстоянии в 1,5 км расположено село Горчаковка (Красноградский район),
ниже по течению примыкает село Гряково.

## Известные люди
В селе родился Герой Советского Союза Николай Симоненко.